# TKw3
TKw3 – polskie oznaczenie parowozów saksońskich serii XI {\displaystyle \textstyle {\mathfrak {H}}}T produkowanych w niemieckich zakładach w latach 1910–1923.

## Historia
Począwszy od 1910 roku saksońska fabryka Sächsische Maschinenfabrik produkowała dla Królewskich Państwowych Kolei Saksońskich serię parowozów osobowych. Ogółem zbudowano 163 lokomotywy dla kolei saksońskich. 124 lokomotywy saksońskie zostały następnie przejęte przez koleje niemieckie DR, gdzie otrzymały niemieckie oznaczenie. Po II wojnie światowej jeden parowóz był eksploatowany przez koleje polskie. W 1950 roku lokomotywa została skreślona z inwentarza PKP i przekazana do przemysłu.